# Deleni (okręg Kluż)
Deleni – wieś w Rumunii, w okręgu Kluż, w gminie Petreștii de Jos. W 2011 roku liczyła 227 mieszkańców.